# Enteria arena
Die enteria arena ist eine Mehrzweckhalle in der tschechischen Stadt Pardubice. Sie ist die Spielstätte der Eishockeymannschaft HC Pardubice aus der Extraliga und der Basketballmannschaft BK Pardubice. Außerdem ist die Halle seit 2008 Austragungsort der Heimspiele der Basketballmannschaft ČEZ Basketball Nymburk im ULEB Eurocup.

## Geschichte
1947 wurde die Kunsteisbahn erbaut, die Ende der 1950er Jahre überdacht und Duhová Aréna benannt wurde. Damals bot sie 11.500 Plätze. Nach der Umwandlung der Steh- in Sitzplätze passten noch 9.000 Besucher in die Halle. 2001 wurde der Bau für 300 Mio. CZK umfangreich renoviert. Zudem erwarb das Energieunternehmen ČEZ die Namensrechte. Vor der Saison 2007/08 wurde der ursprüngliche Plan umgesetzt und die Westtribüne fertiggestellt. Seitdem finden 10.194 Zuschauer Platz in der Arena, davon 8.700 Sitzplätze.
Die Halle war Austragungsort der Eishockey-Weltmeisterschaft der U20-Junioren 2002 und der Eishockey-Weltmeisterschaft der U20-Junioren 2008 und im Jahr 2005 veranstaltete der FK Era-Pack Chrudim als Teilnehmer am UEFA-Futsal-Pokal ein Turnier der Gruppenphase dort. Weiterhin war die Halle der Austragungsort des All-Star-Games 2010 der tschechischen Basketballliga Národní Basketbalová Liga (NBL).
Im Januar 2015 wurde der Wettanbieter Tipsport Namenssponsor der Halle. Ab Mai 2018 trug die Halle den Namen ČSOB Pojišťovna ARENA nach einem Versicherungsunternehmen, seit 2019 heißt die Halle enteria arena.

## Galerie

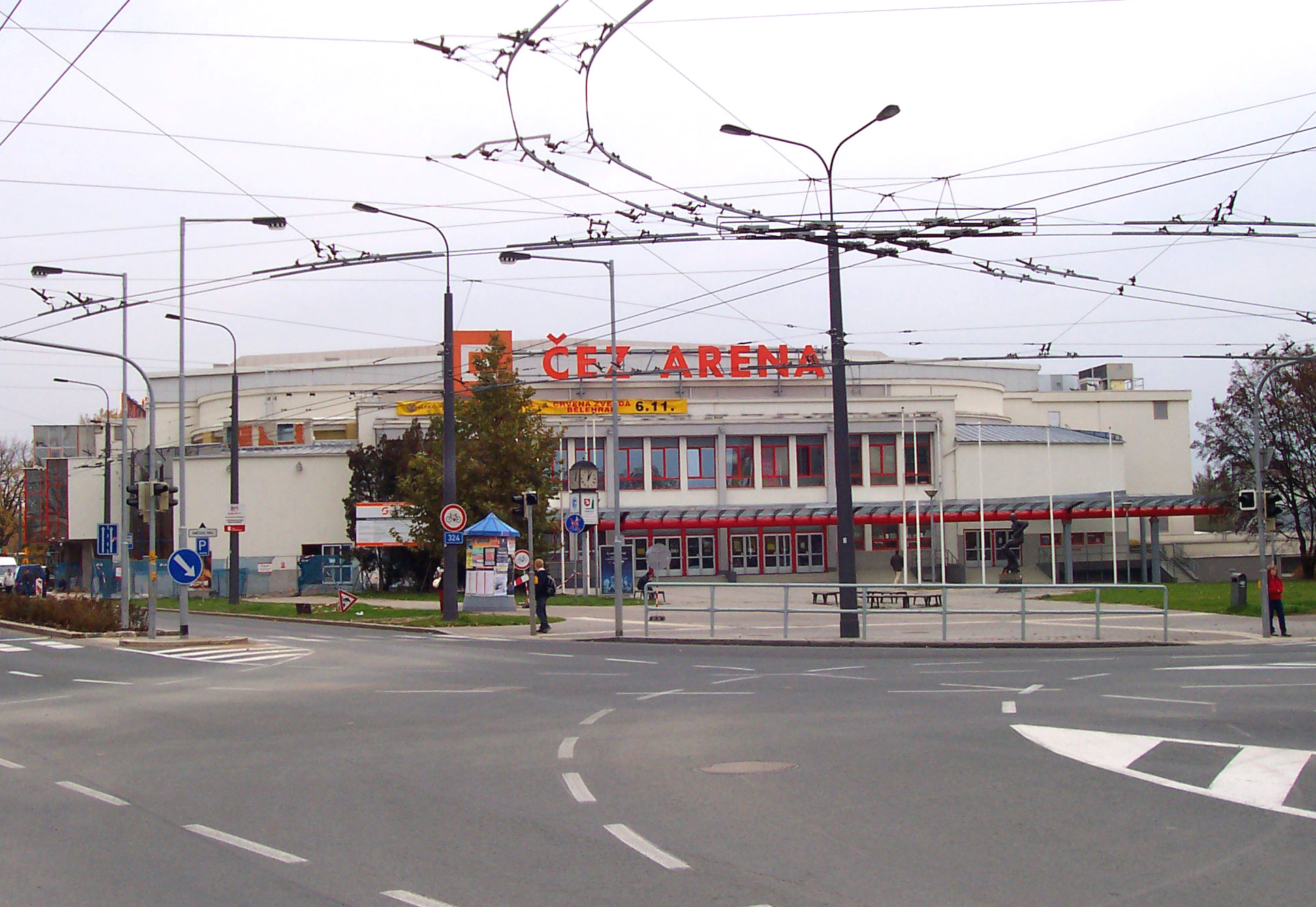
Die ČEZ Aréna (2007)
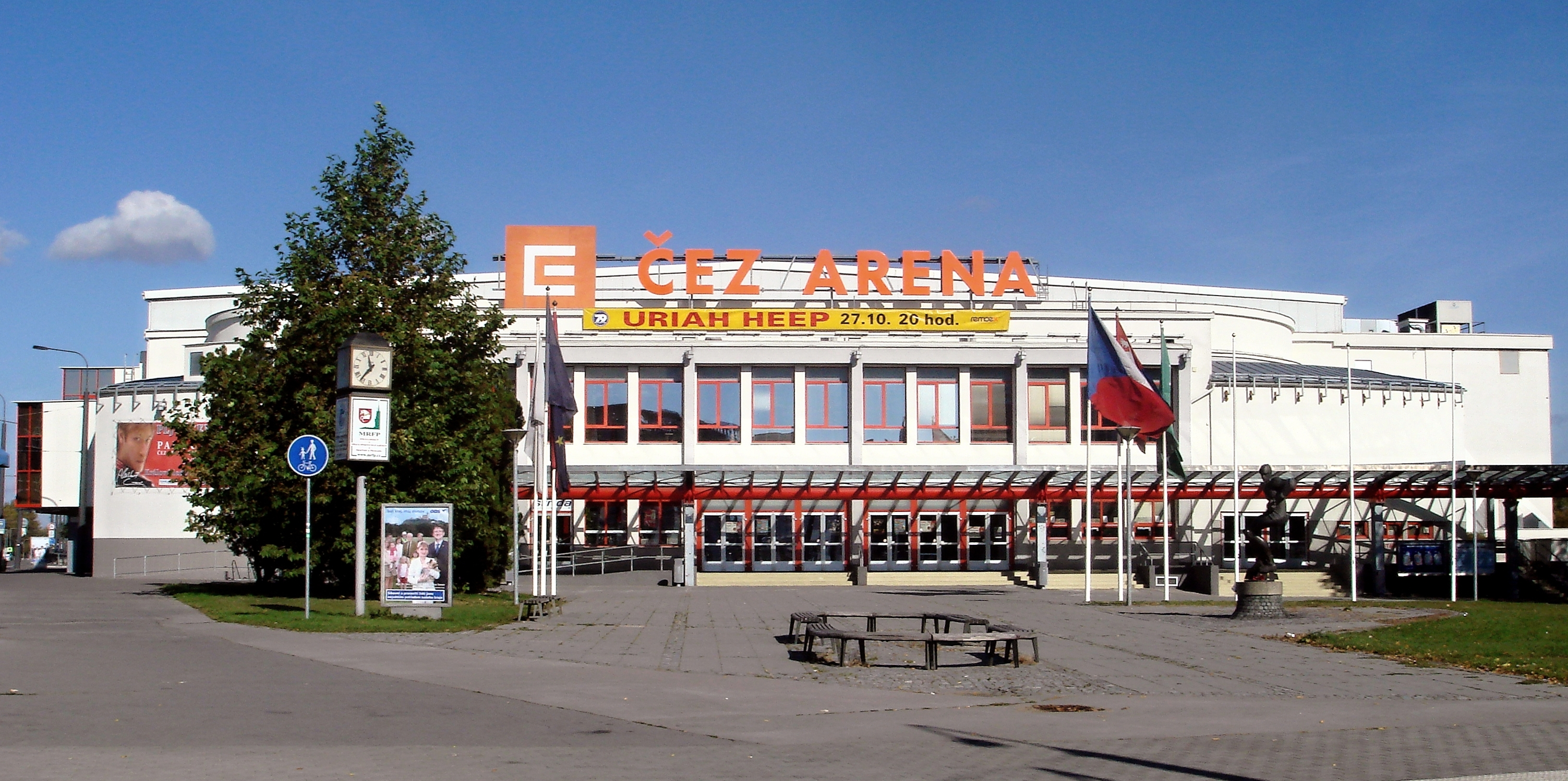
Der Haupteingang der ČEZ Aréna (2008)
Logo der Halle zwischen 2001 und 2015